# Naughty Girl
"Naughty Girl" é uma canção da artista musical estadunidense Beyoncé em seu primeiro álbum solo de estúdio Dangerously in Love (2003). Foi escrito por Beyoncé, Scott Storch, Robert Waller e Angela Beyincé, e produzido por Storch e Beyoncé. A canção foi lançada pela Columbia Records como o quarto e último single do álbum em 15 de Janiero de 2004. Um remix oficial com rapper estadunidense Marquis Bryant também foi lançado em maio de 2004. Musicalmente, "Naughty Girl" é uma canção de R&B que interpola a canção "Love to Love You Baby" de Donna Summer de 1975. Influenciado por música árabe, dancehall, disco e reggae, a canção contém letras que se referem a uma celebração de luxúria e conquista sexual, levando ao desejo de uma noite só.
"Naughty Girl" recebeu um feedback positivo dos críticos de música, que elogiaram os vocais assertivos de Beyoncé e a vibração sensual da canção. No entanto, as opiniões sobre como convincentemente Beyoncé foi capaz de retratar uma garota travessa foram polarizadas. A canção foi indicada na categoria Melhor Single de R&B/Soul por uma Artista Feminina no Soul Train Music Awards de 2005. "Naughty Girl" alcançou o número três na parada Hot 100 da Billboard, tornando-se o quarto lançamento consecutivo de Beyoncé no álbum, alcançando os cinco primeiros lugares na parada. O single alcançou o top dez na Austrália, Nova Zelândia, Países Baixos e Reino Unido. "Naughty Girl" foi certificada em ouro pelo Recording Industry Association of America e Australian Recording Industry Association. Também foi certificado como platina pela Recording Industry Association of New Zealand.
O videoclipe que acompanha a canção foi dirigido por Jake Nava e foi inspirado na dança de Cyd Charisse e Fred Astaire no filme de comédia musical de 1953, The Band Wagon. Nele, Beyoncé dançasedutoramente com o cantor de R&B Usher para retratar uma garota travessa. O vídeo recebeu quatro indicações no MTV Video Music Awards de 2004 e acabou ganhando o prêmio de Best Female Video. A canção foi incluída no set list de Beyoncé em suas turnês. A Sociedade Americana de Compositores, Autores e Editores (ASCAP) reconheceu "Naughty Girl" como uma das canções mais tocadas de 2005 no ASCAP Pop Music Awards. "Naughty Girl" foi regravado pelo cantor e compositor Roesy e pela banda Richard Cheese and Lounge Against the Machine.

## Antecedentes e lançamento
Após o fim da promoção do álbum de 2001 do grupo Destiny's Child,  Survivor, Beyoncé iniciou uma carreira solo e gravou seu primeiro álbum solo, Dangerously in Love (2003). Beyoncé afirmou que é mais pessoal do que seus álbuns anteriores, porque ela estava escrevendo para si mesma. Ela entrou em contato com Scott Storch, Robert Waller e sua prima e assistente pessoal Angela Beyincé; juntos, eles compuseram "Naughty Girl" entre muitas outras canções. Foi planejado para ser o primeiro single do álbum, mas "Crazy in Love" acabou sendo escolhido.  "Naughty Girl" foi lançada pela Columbia Records como o quarto e último single; foi assistido por airplay nos Estados Unidos em 14 de março de 2004 em formatos que incluíam Rádios rítmicas e Rádios urbanas contemporâneas. O single foi adicionado às listas de reprodução de Rádios de sucessos contemporâneos em uma data desconhecida.
"Naughty Girl" foi lançado no Reino Unido pela primeira vez como um maxi single, que continha quatro faixas e uma multimídia, em 5 de abril de 2004 e mais tarde como CD single em 18 de maio de 2004. Nos EUA, foi lançado mais tarde como single de 12" single e CD em 20 de abril de 2004. Um CD diferente foi lançado na Austrália em 23 de abril de 2004; incluiu o versão do álbum e dois remixes da canção e a canção do Destiny's Child, "I Know" da trilha sonora de The Fighting Temptations. "Naughty Girl" também foi disponibilizada para download digital no mesmo país em 1 de junho de 2004. Em 26 de abril de 2004, foi lançado na Alemanha como um maxi single e diferentes singles de CD foram disponibilizados adicionalmente na iTunes Store e na Amazon.com. A canção foi lançada como um EP digital de em vários países europeus, incluindo a Áustria, Bélgica, Dinamarca, Irlanda, Noruega, Países Baixos, Suíça, e Suécia no início de maio de 2004. O mesmo EP também foi atendido no Canadá. e foi lançado exclusivamente como um CD na Suíça em 31 de maio de 2004. "Naughty Girl" foi lançado como um single apenas para download na Nova Zelândia em 1 de junho de 2004.

## Composição
De acordo com as partituras publicadas no Musicnotes.com pela Alfred Music Publishing, "Naughty Girl" é uma canção de R&B baseada na escala dominante frígida Si bemol maior. É escrito em tempo comum e se move em um ritmo moderado de 100 batimentos por minuto. O alcance vocal de Beyoncé abrange uma oitava e meia na música, de B{3 a F5. Storch e Beyoncé usam interpolações da canção "Love to Love You Baby" de Donna Summer de 1975. Musicalmente, "Naughty Girl" é influenciada pelo Oriente Médio e  música árabe, resultando em um andamento acelerado e som disco. A canção também explora dancehall, bem como influências reggae, e é construído sobre grooves de sintetizadores.
De acordo com Spence D., da IGN Music, os vocais de Beyoncé na canção são estratificados, fazendo com que soem como "um harém do discurso de Beyoncé pelos afetos de algum sultão do swing". Segundo James Poletti, do Yahoo! Music, a protagonista feminina da canção canta sobre seu "potencial de acender a sujeira". Liricamente, a canção é uma celebração da luxúria e conquista sexual, culminando no desejo de uma noite de sono. Essa "confiança sexual lasciva" é demonstrada nas letras do primeiro versículo: "Estou me sentindo sexy / Não ouço você dizer meu nome, garoto / Se você puder me alcançar, você pode sentir minha chama ardente / Sentindo-se um tipo de N/A / Você pode apenas levá-lo para casa comigo". e as frases do refrão: "Hoje à noite eu serei sua garota malvada / vou ligar para todas as minhas garotas / vamos dar uma festa nessa festa / sei que você quer meu corpo". Ao longo da canção, Beyoncé canta as frases "Eu adoraria te amar, bebê" quase sussurrando.

## Recepção crítica
"Naughty Girl" foi elogiado pela sua vibração sensual. Sal Cinquemani, da Slant Magazine, escreveu que Beyoncé dá uma "impressão convincente de Donna Summer". Natalie Nichols, do Los Angeles Times, escreveu que "a 'Naughty Girl' deliberadamente com estilo de Donna Summer [...] fundiu com sucesso [Beyoncé] a respiração ofegante com produções interessantes". Lewis Dene, da BBC, comentou que Beyoncé canta "com sensualidade e confiança sexual", e Spence D., da IGN, afirmou que ela cria "uma breve aura de hipnotismo auditivo", efeito causado durante a frase "Eu estou sentindo-se sexy". Ele também acrescentou que a canção era garantida para ter "o mais sério dos povos deslizando pela pista de dança". James Poletti, do Yahoo! Music escreveu que "Naughty Girl" combina "o exotismo mourisco de Holly Valance com um ritmo tipicamente apertado de R&B".
Rob Fitzpatrick, da NME, caracterizou a respiração de Beyoncé pesadamente enquanto pegava os lençóis "imaginários", mas continuava sendo uma "jovem cristã devota cantando o que o público quer que ela cante". Descrevendo "Naughty Girl" como uma faixa de festa, Lisa Verrico, do The Times, comentou que a canção apresenta "uma linha de canto incomumente alta da Beyoncé, como 'O ritmo me deixou louco'". Neil Drumming, da Entertainment Weekly, achou o canto de Beyoncé "não muito convincente como uma garota travessa".
Isso foi repetido por Kelefa Sanneh do The New York Times, que disse que era divertido ouvir Beyoncé imitando "a linha pizzicato" em "Naughty Girl", e que não foi muito divertido ouvi-la tentar cantar "como uma garota safada". Ed Masley, da The Arizona Republic, comentou que "Storch faz sua imitação mais convincente dos Neptunes" escrevendo sua própria Caxemira em um restaurante do Oriente Médio".

## Desempenho comercial
"Naughty Girl" não alcançou o sucesso nas paradas de "Crazy in Love" e "Baby Boy". No entanto, como o último e "Me, Myself and I", "Naughty Girl" alcançou um sucesso comercial mais imediato do que seus antecessores, impulsionando o álbum para as paradas e ajudando-o a ser certificado como multi-platina. "Naughty Girl" estreou no número 68 na edição da Billboard Hot 100 dos EUA, datada de 27 de março de 2004. Após onze semanas na parada, "Naughty Girl" recebeu o título de ganhador digital e alcançou o número três no ranking. Edição da Billboard Hot 100 de 5 de junho de 2004. Permaneceu no número três por mais uma semana e tornou-se o quinto hit consecutivo entre os cinco primeiros de Beyoncé. O single teve um desempenho igualmente bom na maioria das paradas componentes da Billboard, incluindo Rhythmic Top 40 e Top 40 Tracks. Chegou ao número um na Hot R&B/Hip-Hop Singles & Tracks dos EUA e nas paradas de Hot Dance Music/Club Play dos EUA. O single permaneceu no gráfico por vinte e duas semanas. O single "Naughty Girl" foi certificado em ouro pela Recording Industry Association of America (RIAA) em 22 de outubro de 2004.
Na Oceania , o single alcançou o número seis na Nova Zelândia em 31 de maio de 2004, enquanto estreou e alcançou o número nove na Austrália em 9 de maio de 2004. Depois de cair em alguns lugares, voltou ao ao número nove no máximo por quatro semanas não consecutivas e foi certificado em ouro pela Australian Recording Industry Association (ARIA) por vender mais de 35.000 unidades. "Naughty Girl" estreou e alcançou o número 10 no Reino Unido em 17 de abril de 2004, tornando-se o terceiro single dos dez primeiros da Beyoncé no Reino Unido. Foi mapeado por oito semanas consecutivas em 2004. Na Europa, o single alcançou o número dez nos Países Baixos, e o top vinte nos territórios belgas de Flandres e Valônia, Alemanha, Dinamarca, França, Noruega, Suécia e Suíça.

## Vídeo musical

Beyoncé realizando uma coreografia de dança simples, cercada por uma parede de espelhos no videoclipe de "Naughty Girl"

O videoclipe que acompanha a canção foi dirigido por Jake Nava, que dirigiu os vídeos de Beyoncé, "Crazy in Love" e "Baby Boy". O vídeo é inspirado na dança de  Cyd Charisse e Fred Astaire no filme de comédia musical de 1953, The Band Wagon, e tem um estilo Studio 54. Emparelhado com Usher, Beyoncé dança sedutoramente e flerta com ele para retratar uma garota safada. Ela achava que eles eram uma "combinação perfeita" para as cenas de dança no vídeo. Segundo Usher, o vídeo é uma homenagem aos clássicos "artistas finais"; incluindo dançarinos, cantores e atores. Ele falou ainda sobre a colaboração no vídeo, dizendo: "Beyoncé e eu conversamos sobre gravar um vídeo juntos. Ela me procurou e disse que tinha uma idéia e realmente queria que eu fosse a líder no vídeo". ... Eu fiquei tipo, 'Bem, deixe-me ouvir a ideia.' Parecia algo totalmente diferente do que estava na TV".
O vídeo começa com Beyoncé realizando uma coreografia de dança simples, cercada por uma parede de espelhos e depois se despindo até ficar nua atrás de uma cortina branca, revelando apenas sua silhueta. Beyoncé entra no clube com uma roupa e penteado diferentes e alguns amigos. Os clientes masculinos sentados nas mesas olham. Ela e Usher se observam. Eles se encontram na pista de dança e dançam intimamente. Beyoncé realiza uma cena de dança elaborada com dançarinas de apoio. Ela gira em torno de uma taça de champanhe cheia de bolhas. Na cena final, Beyoncé senta-se em cima de um piano e depois de ser levada por um cavalheiro, ela dança e posa enquanto confetes caem por toda parte.
Joseph Patel, da MTV News, descreveu os movimentos de Beyoncé e Usher no vídeo como "graciosos". Gordon Smart, do The Sun, elogiou a figura de Beyoncé com suas curvas "famosas" e "reais". Ele destacou ainda a cena em que ela tira o vestido no vídeo, dizendo que foi uma "ambição nua" que superou Britney Spears. Patrick DeMarco, da Philadelphia, descreveu o vídeo como "sexy". Uma crítica do Vibe, comparou a "dança do rabo" de Beyoncé no videoclipe com as de Christina Aguilera no videoclipe de "Dirrty" (2002). O Total Request Live, da Naughty Girl, estreou no número dez em 22 de março de 2004 e alcançou o número um. Aposentou - se no "Hall of Fame" do TRL no número sete e depois de estar na contagem regressiva por cinquenta dias. O vídeo ganhou o prêmio de Melhor Vídeo Feminino no MTV Video Music Awards de 2004 e foi indicado nas categorias Melhor Coreografia, Melhor Vídeo de Dança e Melhor Cinematografia. No MTV Australia Video Music Awards de 2005, o vídeo recebeu duas indicações para Melhor Vídeo de R&B e Vídeo Mais Sexy.

## Reconhecimento e elogios
Bill Lamb, escrevendo para o About.com, classificou a canção como número três em sua lista das 100 melhores canções pop de 2004 e como número quarenta e dois em sua lista das 100 melhores canções pop dos anos 2000, escrevendo: "Beyonce pegou emprestada uma parte do clássico travesso de Donna Summer, "Love to Love You Baby", para criar esta celebração da desobediência sensual". Por ocasião do trigésimo aniversário de Beyoncé, Erika Ramirez e Jason Lipshutz, da revista Billboard, colocaram "Naughty Girl" no número 12 da lista dos 30 Maiores Sucessos da Billboard. Os funcionários da Pitchfork Media o colocou no número dez da lista das 50 melhores faixas de 2004, elogiando sua produção mínima que "absolutamente queima" e descrevendo ainda mais a canção como "deliciosa e praticamente perfeita".
Em 2013, John Boone e Jennifer Cady, da E! Online colocou a canção no número oito da lista das dez melhores canções de Beyoncé, escrevendo "De vez em quando, Bey gosta de ficar um pouco descolada, como nessa canção dancehall com infusão de reggae que mostra nossa garota safada arrulhando o estilo de Donna Summer .. Mais sexy. Disco. Sempre". "Naughty Girl" foi nomeada na categoria Melhor Single de R&B/Soul por uma Artista Feminina no Soul Train Music Awards. Beyoncé foi premiada com o "compositor do ano" pela Sociedade Americana de Compositores, Autores e Editores - compartilhado com Scott Storch, Robert Walker, Angela Beyincé e Donna Summer. Ele também ganhou o prêmio "Most Performed Songs", junto com "Baby Boy" e "Me, Myself and I". Em 2015, o Complex nomeou uma das 15 melhores canções produzidas por Scott Storch.

## Apresentações ao vivo

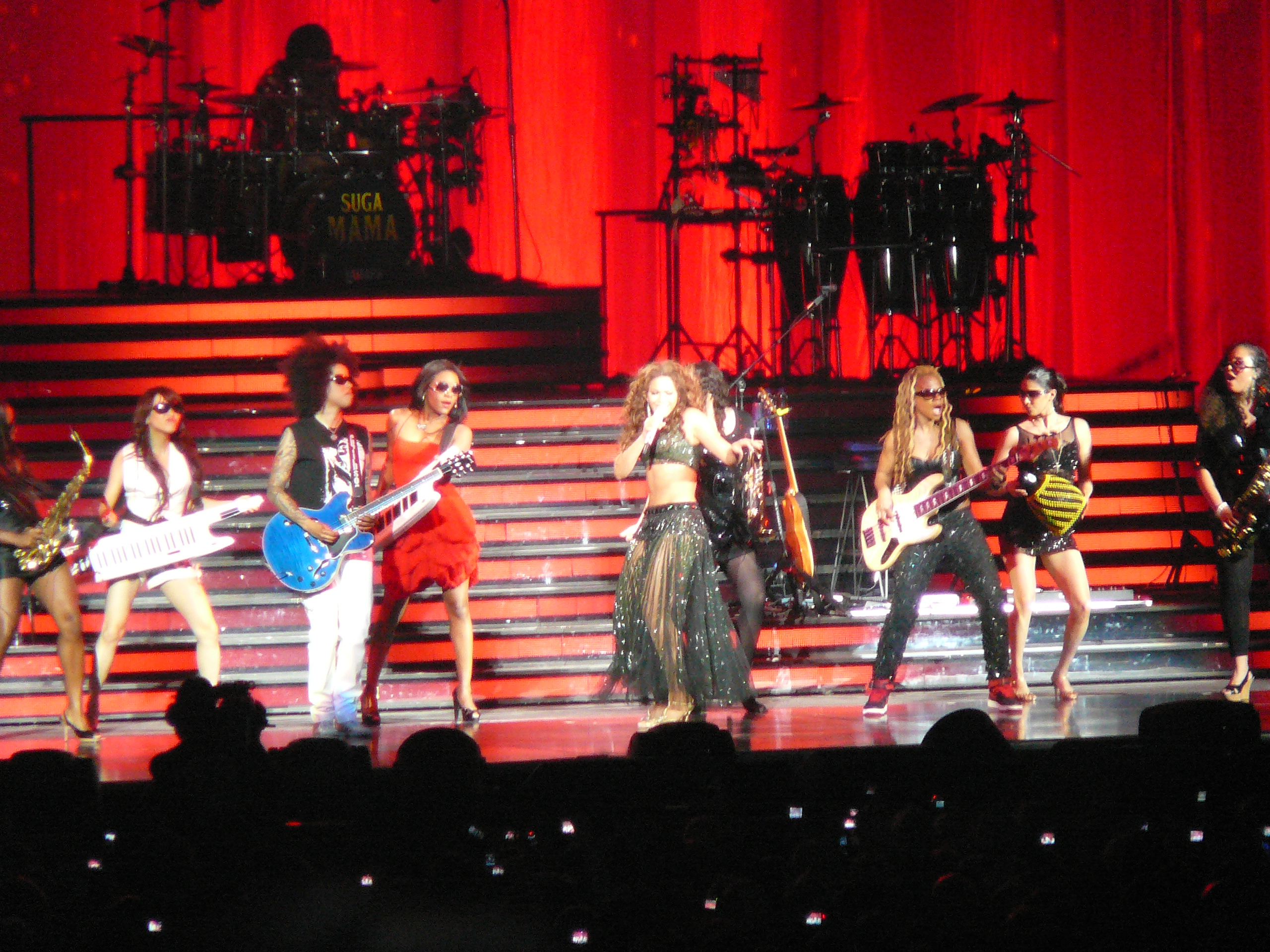
Beyoncé performando "Naughty Girl" na The Beyoncé Experience, com sua banda feminina, Suga Mama.

Durante a turnê Verizon Ladies First, que também contou com Alicia Keys, Missy Elliott e Tamia, Beyoncé apresentou "Naughty Girl" como parte do set list do show. Antes de começar a cantar, ela perguntou à platéia: "Eu tenho garotas safadas em casa hoje à noite?", Beyoncé então subiu ao palco com algumas dançarinas. Enquanto ela cantava, mais dançarinos apareceram em plataformas menores e circulares, enquanto o fogo disparava do chão e uma longa tela retangular mesclava vídeo de chamas com imagens dos artistas. Beyoncé então tocou partes da canção "Nasty Girl "(1982) de Vanity 6, como uma pequena pausa para dançar. A canção foi incluída no set list da turnê mundial Dangerously in Love de Beyoncé, que começou no final de 2003. Durante a turnê, ela apareceu suspensa no teto da arena e foi abaixada em uma espreguiçadeira vermelha.
A canção foi incluída no set list de Beyoncé em suas turnês de concertos The Beyoncé Experience (2007) and I Am... Tour (2009-2010). Foi apresentado nos álbuns ao vivo The Beyoncé Experience Live (2007) e na edição de luxo de I Am... World Tour (2010), que continha apresentações da turnê. Em 5 de agosto de 2007, Beyoncé apresentou a canção no Madison Square Garden, em Manhattan. Antes de começar a cantar, ela pediu em voz alta que "todas as garotas impertinentes presentes" no show respondessem, o que elas fizeram "com entusiasmo". Enquanto cantava, Beyoncé foi acompanhada por sua banda feminina e ela incorporou "Love to Love You Baby" de Donna Summer em "Naughty Girl". Jon Pareles, do The New York Times, elogiou a performance, afirmando: "Beyoncé não precisa se distrair com seu canto, que pode ser arejado ou atrevido, choroso ou cruel, de fogo rápido com sílabas staccato ou sustentado em melismas delicados, Mas ela estava em constante movimento, vestindo trajes". Shaheem Reid, da MTV News também elogiou a performance, escrevendo: "Por toda a dança que fez, Beyoncé obteve uma resposta igualmente grande - se não mais retumbante - por exibir sua inegável habilidade vocal". Frank Scheck, do The Hollywood Reporter, escreveu: "O programa em grande parte de ritmo acelerado apresentou alguns arranjos surpreendentes que deram frescor ao material, como [...] uma injeção de 'Love to Love You Baby' em 'Naughty Girl'".
Em Los Angeles, Beyoncé fez uma performance completa da canção, vestida com um traje de dança do ventre verde. Ela se apresentou com várias dançarinas de apoio e instrumentação ao vivo. Quando Beyoncé tocou a canção em Sunrise, Flórida, em 29 de junho de 2009, ela usava um maiô dourado brilhante. Enquanto ela cantava, gráficos animados de toca-discos, globos e outros equipamentos do clube foram projetados atrás dos dançarinos e músicos. Beyoncé foi acompanhada por dois bateristas, dois tecladistas, um percussionista, uma seção de trompa, três imponentes vocalistas de apoio chamados Mamas e um guitarrista, Bibi McGill. Beyoncé apresentou a canção no Wynn Theatre em Las Vegas, Nevada, em 2 de agosto de 2009, como parte de sua revista I Am... Yours. A performance foi gravada e distribuída em um pacote de DVD / CD intitulado I Am... Yours: An Intimate Performance at Wynn Las Vegas.
Beyoncé cantou "Naughty Girl" ao vivo no Glastonbury Festival no dia 26 de junho de 2011. Em maio de 2012, Beyoncé cantou "Naughty Girl" durante sua Revel Presents: Beyoncé Live em Atlantic City, New Jersey. Antes da apresentação da canção, um dos filmes intermediários foi exibido, onde Beyoncé disse: "Aproveitar o poder do seu corpo exige responsabilidade". Então, ela apareceu vestida com um cocar de penas. Durante a apresentação da canção, Beyoncé a apresentou como uma homenagem a Donna Summer, cantando sua canção "Love to Love You Baby". Maura Johnston, do The Village Voice, escreveu que "a sinuosa 'Naughty Girl' teve seu material de origem descoberto desde o início, quando uma amostra dos gemidos e coos de 'Love To Love You Baby' foi colocada sobre ele". De acordo com Caryn Ganz, de  Spin , ela estava "estourando fãs fofos de penas" durante a apresentação da canção. A canção também foi inclusa na The Mrs. Carter Show World Tour, numa versão bastante parecida com a versão do show de Atlantic City, e como um interlude na On The Run Tour. Também foi performada na On The Run II Tour. Em 2023 a música foi performada na Renaissance World Tour, em um mash-up com a música Virgo's Groove.

## Covers, versões e uso na mídia
"Naughty Girl" foi regravado por vários artistas. O cantor e compositor irlandês Roesy produziu uma versão da canção que apareceu no álbum de caridade de Even Better Than the Real Thing Vol. 2. Richard Cheese and Lounge Against the Machine cobriram a canção em seu álbum de 2006, Silent Nightclub.
Em janeiro de 2011, "Naughty Girl" foi usada em um comercial para a tintura de cabelo da L'Oréal, na qual Beyoncé descoloriu o cabelo de loiro. Beyoncé usa roupas que combinam com o corpo e chicoteia os cabelos para frente e para trás enquanto mostra "suas mechas sedosas". "Naughty Girl" também foi usada no trailer do filme de comédia de 2004 "Mean Girls", estrelado por Lindsay Lohan. Esta canção aparece no videogame Just Dance 2018.

## Faixas e formatos
| - Europa Digital EP 1. "Naughty Girl" – 3:28 2. "Naughty Girl" (com Lil' Kim) – 3:47 3. "Naughty Girl" (Calderone Quayle Club Mix) – 9:38 4. "I Know" (Destiny's Child) – 3:32 - Canada CD Single 1. "Naughty Girl" – 3:30 2. "Naughty Girl" (com Lil' Kim) – 3:50 3. "Naughty Girl" (Calderone Quayle Naughty Dub) – 7:21 - Alemanha Maxi Single 1. "Naughty Girl" – 3:28 2. "Naughty Girl" (Calderone Quayle Club Mix Edit) – 3:56 3. "Naughty Girl" (feat. Lil' Kim) – 3:47 4. "Naughty Girl" (Enhanced Musicvideo) – 3:28 5. "Naughty Girl" (Live from Headliners) (Enhanced Video) – 3:23 - Alemanha CD Single (iTunes) 1. "Naughty Girl" – 3:29 2. "Naughty Girl" (Calderone Quayle Club Mix Edit) – 3:56 - Austrália, Alemanha e Reino Unido CD single 1. "Naughty Girl" – 3:30 2. "Naughty Girl" (com Lil' Flip) – 4:07 | - Austrália e Nova Zelândia download digital 1. "Naughty Girl" (com Lil' Flip) – 4:07 - UK Maxi Single 1. "Naughty Girl" – 3:28 2. "Naughty Girl" (com Lil' Flip) – 4:07 3. "Naughty Girl" (com Lil' Kim) – 3:47 4. "Naïve" (HR Crump Remix com Da Brat Solange) – 4:02 5. "Naughty Girl" (Live from Headliners) – 3:23 - Reino Unido e Estados Unidos CD single 1. "Naughty Girl" – 3:28 2. "Everything I Do" (Beyoncé e Bilal) – 4:21 - US 12" Maxi Single 1. "Naughty Girl" – 3:28 2. "Naughty Girl" (com Lil' Kim) – 3:50 3. "Naughty Girl" (com Lil' Flip) – 4:07 4. "Naughty Girl" (Instrumental) – 3:30 5. "Naughty Girl" (DMS12 mix) – 3:30 6. "Naughty Girl" (A Cappella) – 3:26 7. "Naughty Girl" (feat. Lil' Kim A Capella) – 3:48 8. "Naughty Girl" (feat. Lil' Flip A Capella) – 4:05 |

## Desempenho nas tabelas musicais
| Tabela musical (2004)                        | Melhor posição |
| -------------------------------------------- | -------------- |
| Alemanha (Offizielle Deutsche Charts)        | 16             |
| Austrália (ARIA)                             | 9              |
| Áustria (Ö3 Austria Top 75)                  | 29             |
| Bélgica (Ultratop 50 de Flandres)            | 14             |
| Bélgica (Ultratop 50 da Valônia)             | 14             |
| Canadá (Nielsen SoundScan)                   | 2              |
| Dinamarca (Hitlisten)                        | 15             |
| Escócia (Scottish Singles Chart)             | 15             |
| Espanha (PROMUSICAE)                         | 19             |
| Estados Unidos (Billboard Hot 100)           | 3              |
| Estados Unidos (Billboard R&B/Hip-Hop Songs) | 8              |
| Estados Unidos (Billboard Dance Club Songs)  | 1              |
| Estados Unidos (Billboard Mainstream Top 40) | 2              |
| Estados Unidos (Billboard Rhythmic Top 40)   | 1              |
| França (SNEP)                                | 18             |
| França (SNEP)                                | 4              |
| Grécia (IFPI)                                | 11             |
| Irlanda (IRMA)                               | 14             |
| Itália (FIMI)                                | 23             |
| Noruega (VG-lista)                           | 14             |
| Nova Zelândia (Recorded Music NZ)            | 6              |
| Países Baixos (Dutch Top 40)                 | 10             |
| Reino Unido (UK Singles Chart)               | 10             |
| Reino Unido (OCC UK R&B)                     | 3              |
| Suécia (Sverigetopplistan)                   | 32             |
| Suíça (Schweizer Hitparade)                  | 18             |

| Tabela musical (2004)                       | Melhor posição |
| ------------------------------------------- | -------------- |
| Austrália (Australian Singles Chart)        | 59             |
| Austrália (Australian Urban Singles Chart)  | 24             |
| Bélgica (Belgian Singles Chart de Flanders) | 70             |
| Bélgica (Belgian Singles Chart de Wallonia) | 91             |
| Itália (Italian Singles Chart)              | 57             |
| Estados Unidos (Billboard Hot 100)          | 18             |
| Estados Unidos (Hot R&B/Hip Hop Songs)      | 46             |
| Estados Unidos (Pop Songs)                  | 11             |
| Estados Unidos (Hot Dance Club Play Songs)  | 10             |
| Reino Unido (UK Singles Chart)              | 154            |

## Vendas e certificações
| Região | Certificação          | Vendas |          |
| --- | --------------------- | ------ | -------- |
| scope="row" style="background-color: #f2f2f2;" | Austrália (ARIA)      | Ouro   | 35,000^  |
| scope="row" style="background-color: #f2f2f2;" | Estados Unidos (RIAA) | Ouro   | 500,000^ |
| scope="row" style="background-color: #f2f2f2;" | Reino Unido (BPI)     | Prata  | 200,000‡ |
| scope="row" style="background-color: #f2f2f2;" | Nova Zelândia (RMNZ)  | Ouro   | 5,000*   |
| *números de vendas baseados somente na certificação ^distribuições baseadas apenas na certificação ‡vendas+valores de streaming baseados somente na certificação |                       |        |          |